# Friedrich Kittler
Friedrich Adolf Kittler (ur. 12 czerwca 1943 w Rochlitz, zm. 18 października 2011 w Berlinie) – niemiecki historyk literatury i teoretyk mediów. Jego prace dotyczą mediów, technologii i wojska. Nazywany Foucaultem, Derridą i Barrettem mediów.

## Życiorys
Rodzina Kittlera uciekła ze wschodnich do zachodnich Niemiec w 1958 roku. Po maturze w gimnazjum w Lahr w Schwarzwaldzie studiował we Fryburgu Bryzgowijskim germanistykę, romanistykę i filozofię. W trakcie studiów czytał prace francuskich poststrukturalistów i Jacques’a Lacana. W 1976 obronił doktorat na temat poezji Conrada Ferdinanda Meyera. Jego habilitacja „Aufschreibesysteme 1800–1900” wymagała zwiększenia grupy recenzentów z trzech do trzynastu.

## Poglądy
Kittler łączył literaturoznawstwo ze znajomością technologii oraz jej matematycznych i fizycznych podstaw. Uważał, że człowiek jest nośnikiem gadżetów i instrumentów przetwarzania informacji. Człowiek nie jest panem technologii, lecz jej pionkiem. Dzięki komputeryzacji natura może spojrzeć we własne oczy. Wynalazki są produktami wojny, która sama nie jest wojną między narodami a pojedynkiem technologii. Wynalazki są odpowiedziami na inne wynalazki, a nie produktami ludzi.
Wraz z rozwojem druku (Druckerpresse) pozycja indyjsko-arabskiej matematyki drastycznie straciła na znaczeniu; maszyna do pisania, będąca hybrydą alfabetycznych kombinacji i technicznych algorytmów, znalazła swój wkład w piśmiennictwie użytkowym (alltägliche). Wraz z rozwojem technologii (komputer) kodowanie stało się uniwersalne - podczas kodowania maszynowego i programowania software'u nikt już nie zwraca uwagi czy wprowadzać znaki, czy też rozkazuje je wprowadzić.

## Publikacje
- Unsterbliche. Nachrufe, Erinnerungen, Geistergespräche. Wilhelm Fink Verlag, Paderborn, 2004.
- Zwischen Rauschen und Offenbarung. Zur Kultur- und Mediengeschichte der Stimme (as publisher). Akademie Verlag, Berlin 2002.
- Optische Medien. Merve: Berlin; 2001: Vom Griechenland. Merve: Berlin 2002.
- Nietzsche -- Politik des Eigennamens: wie man abschafft, wovon man spricht (z Derridą). Berlin 2000.
- Eine Kulturgeschichte der Kulturwissenschaft. München 2000.
- Hebbels Einbildungskraft -- die dunkle Natur. Frankfurt, New York, Vienna 1999.
- Zur Theoriegeschichte von Information Warfare; 1998.
- Hardware das unbekannte Wesen 1998.
- Literature, Media, Information Systems: Essays (published by John Johnston). Amsterdam 1997.
- Draculas Vermächtnis: Technische Schriften. Leipzig1993: Reclam; Essays zu den „Effekten der Sprengung des Schriftmonopols”, zu den Analogmedien Schallplatte, Film und Radio sowie „technische Schriften, die numerisch oder algebraisch verfasst sind”.
- Dichter -- Mutter -- Kind. Munich 1991.
- Die Nacht der Substanz. Bern 1990.
- Grammophon Film Typewriter. Berlin 1986: Brinkmann & Bose; (wydanie angielskie:Gramophone Film Typewriter, Stanford 1999; po polsku ukazało się tłumaczenie wstępu z tej książki: Gramofon, film, maszyna do pisania, przeł. E. Klekot, “Kultura Popularna” 2010 nr 3–4).
- Aufschreibesysteme 1800-1900. Fink: Munich 1985; (wydanie angielskie: Discourse Networks 1800 / 1900, Stanford 1990).
- Dichtung als Sozialisationsspiel. Studien zu Goethe und Gottfried Keller (z Gerhardem Kaiserem). Göttingen 1979.
- Der Traum und die Rede. Eine Analyse der Kommunikationssituation Conrad Ferdinand Meyers. Bern-Munich 1977.